# نادي كوبنهاغن
نادي كوبنهاغن لكرة القدم (بالدنماركية: F.C. København)، هو نادي كرة قدم دانماركي وهو النادي الأبرز في العاصمة كوبنهاغن إلى جانب غريمه برونبي إف. تأسس النادي سنة 1992 بعد اندماج ناديي كوبنهاغن بولدكلوب بطل الدانمارك (15 مرة) ونادي بولدكلوبين 1903 بطل الدانمارك (7 مرات). لكن في عام 2009 تم أعادة تكوين نادي والإبقاء على نادي كوبنهاغن. تملك شركة باركن للرياضة والترفية أغلب أسهمه وقد طرح النادي في نوفمبر 1997 جزءا من رأسماله في البورصة. يلعب نادي كوبنهاغن مبارياته الرسمية على ملعبه ملعب باركن والذي يحتضن مباريات منتخب الدنمارك لكرة القدم والذي يتسع لحضور 38065 ألف متفرج.
فاز الفريق ببطولة الدوري 11 مرة، وفاز بكأس الدانمارك 7 مرات. أوروبياً، كانت أفضل نتائجه وصوله إلى مرحلة المجموعات في عدة مناسبات في رابطة الأبطال، والدور الثمن النهائي في كأس الكؤوس الأوروبية سننتي 1998 و1999، والدور الثمن النهائي في كأس الاتحاد الأوروبي (سنة 2002).

## وصلات خارجية
الموقع الرسمي للفريق